# Brocket
Pour les articles homonymes, voir Brocket (homonymie).
La ville de Brocket est située dans le comté de Ramsey, dans l’État du Dakota du Nord, aux États-Unis. Lors du recensement de 2010, sa population s’élevait à 57 habitants, estimée à 55 habitants en 2016.

## Histoire
Brocket a été fondée en 1901.

## Démographie
| 1910 | 1920 | 1930 | 1940 | 1950 | 1960 |
| ---- | ---- | ---- | ---- | ---- | ---- |
| 186  | 240  | 276  | 291  | 212  | 153  |

| 1970 | 1980 | 1990 | 2000 | 2010 | - |
| ---- | ---- | ---- | ---- | ---- | - |
| 95   | 74   | 81   | 65   | 57   | - |

## Source
- (en) Cet article est partiellement ou en totalité issu de l’article de Wikipédia en anglais intitulé « Brocket, North Dakota » (voir la liste des auteurs).